# Ligue des champions de rink hockey 2022-2023
Navigation
Ligue européenne 2021-2022 Ligue des champions 2023-2024
La Ligue des champions de rink hockey 2022-2023 est la 58e édition de la plus importante compétition de clubs européens de rink hockey organisée par la World Skate Europe.

## Format
Le format de la compétition est le suivant.
- 1re phase de qualification : 4 groupes de 4 clubs
- 2e phase de qualification : 4 groupes de 4 clubs
- Phase de groupes : 4 groupes de 4 clubs
- Phase finale à 8 clubs

|                                         | Équipes qualifiées auparavant         | Équipes entrant en lice |
| --------------------------------------- | ------------------------------------- | ----------------------- |
| 1re phase de qualification (16 équipes) | -                                     | - 16 équipes            |
| 2e phase de qualification (16 équipes)  | - 8 qualifiés de la 1re phase qualif. | - 8 équipes             |
| Phase de groupes (16 équipes)           | - 8 qualifiés de la 2e phase qualif.  | - 8 équipes             |
| Phase finale (8 équipes)                | - 8 qualifiés de la Phase de groupes  | -                       |

## Participants
Un total de 32 clubs participent à la compétition.
| Portugal                        | Italie                                                    | Espagne                                   | France                                                      | Suisse           | Allemagne        | Angleterre       |
| Phase de groupes                | Phase de groupes                                          | Phase de groupes                          | Phase de groupes                                            | Phase de groupes | Phase de groupes | Phase de groupes |
| ------------------------------- | --------------------------------------------------------- | ----------------------------------------- | ----------------------------------------------------------- | ---------------- | ---------------- | ---------------- |
| FC Porto SL Benfica Sporting CP | GSH Trissino Hockey Sarzana                               | HC Liceo FC Barcelone                     | SCRA Saint-Omer                                             |                  |                  |                  |
| 2e phase de qualification       |                                                           |                                           |                                                             |                  |                  |                  |
| UD Oliveirense OC Barcelos      | Follonica Hockey Amatori Lodi                             | CE Noia Reus Deportiu                     |                                                             | RHC Diessbach    | SKG Herringen    |                  |
| 1re phase de qualification      |                                                           |                                           |                                                             |                  |                  |                  |
| HC Braga AD Valongo             | Hockey Bassano CP Grosseto HC Forte dei Marmi HC Valdagno | PAS Alcoi CP Calafell CH Caldes CE Lleida | LV La Roche-sur-Yon US Coutras CS Noisy-le-Grand HC Quévert | Genève RHC       |                  | King’s Lynn RHC  |

## Phase qualificative

### 1rephase de qualification
Les deux premiers de chaque groupe se qualifient pour la 2e phase de qualification. Les rencontres ont lieu du 30 septembre 2022 au 2 octobre 2022.

#### Groupe A
| Rang | Équipe             | Pts | J | G | N | P | Bp | Bc | Diff |  | Résultats          |  |     |     |     |
| ---- | ------------------ | --- | - | - | - | - | -- | -- | ---- |  | ------------------ |  | --- | --- | --- |
| 1    | HC Forte dei Marmi | 7   | 3 | 2 | 1 | 0 | 12 | 4  | +8   |  | HC Forte dei Marmi |  | 1-1 | 6-2 | 5-1 |
| 2    | HC Braga           | 5   | 3 | 1 | 2 | 0 | 7  | 6  | +1   |  | HC Braga           |  |     | 3-2 | 3-3 |
| 3    | PAS Alcoi          | 3   | 3 | 1 | 0 | 2 | 9  | 10 | -1   |  | PAS Alcoi          |  |     |     | 5-1 |
| 4    | US Coutras         | 1   | 3 | 0 | 1 | 2 | 5  | 13 | -8   |  | US Coutras         |  |     |     |     |

#### Groupe B
| Rang | Équipe              | Pts | J | G | N | P | Bp | Bc | Diff |  | Résultats           |  |     |     |      |
| ---- | ------------------- | --- | - | - | - | - | -- | -- | ---- |  | ------------------- |  | --- | --- | ---- |
| 1    | CP Grosseto         | 6   | 3 | 2 | 0 | 1 | 18 | 6  | +12  |  | CP Grosseto         |  | 1-3 | 4-1 | 13-2 |
| 2    | LV La Roche-sur-Yon | 6   | 3 | 2 | 0 | 1 | 9  | 6  | +3   |  | LV La Roche-sur-Yon |  |     | 2-4 | 4-1  |
| 3    | CE Lleida           | 6   | 3 | 2 | 0 | 1 | 19 | 7  | +12  |  | CE Lleida           |  |     |     | 14-1 |
| 4    | King’s Lynn RHC     | 0   | 3 | 0 | 0 | 3 | 4  | 31 | -27  |  | King’s Lynn RHC     |  |     |     |      |

#### Groupe C
| Rang | Équipe            | Pts | J | G | N | P | Bp | Bc | Diff |  | Résultats         |  |     |     |     |
| ---- | ----------------- | --- | - | - | - | - | -- | -- | ---- |  | ----------------- |  | --- | --- | --- |
| 1    | CP Calafell       | 7   | 3 | 2 | 1 | 0 | 9  | 4  | +5   |  | CP Calafell       |  | 4-2 | 2-2 | 3-0 |
| 2    | HC Valdagno       | 6   | 3 | 2 | 0 | 1 | 11 | 6  | +5   |  | HC Valdagno       |  |     | 4-2 | 5-0 |
| 3    | CS Noisy-le-Grand | 4   | 3 | 1 | 1 | 1 | 10 | 9  | +1   |  | CS Noisy-le-Grand |  |     |     | 6-3 |
| 4    | Genève RHC        | 0   | 3 | 0 | 0 | 3 | 3  | 14 | -11  |  | Genève RHC        |  |     |     |     |

#### Groupe D
| Rang | Équipe         | Pts | J | G | N | P | Bp | Bc | Diff |  | Résultats      |  |     |     |     |
| ---- | -------------- | --- | - | - | - | - | -- | -- | ---- |  | -------------- |  | --- | --- | --- |
| 1    | AD Valongo     | 5   | 3 | 1 | 2 | 0 | 5  | 4  | +1   |  | AD Valongo     |  | 1-1 | 3-2 | 1-1 |
| 2    | CH Caldes      | 5   | 3 | 1 | 2 | 0 | 7  | 5  | +2   |  | CH Caldes      |  |     | 1-1 | 5-3 |
| 3    | HC Quévert     | 4   | 3 | 1 | 1 | 1 | 9  | 9  | 0    |  | HC Quévert     |  |     |     | 6-5 |
| 4    | Hockey Bassano | 1   | 3 | 0 | 1 | 2 | 9  | 12 | -3   |  | Hockey Bassano |  |     |     |     |

### 2ephase de qualification
Les deux premiers de chaque groupe se qualifient pour la phase de groupe. Les rencontres ont lieu du 16 au 18 décembre 2022.

#### Groupe A
| Rang | Équipe         | Pts | J | G | N | P | Bp | Bc | Diff |  | Résultats      |  |     |     |     |
| ---- | -------------- | --- | - | - | - | - | -- | -- | ---- |  | -------------- |  | --- | --- | --- |
| 1    | UD Oliveirense | 9   | 3 | 3 | 0 | 0 | 15 | 7  | +8   |  | UD Oliveirense |  | 3-2 | 7-4 | 5-1 |
| 2    | CP Calafell    | 6   | 3 | 2 | 0 | 1 | 13 | 7  | +6   |  | CP Calafell    |  |     | 6-1 | 5-3 |
| 3    | CP Grosseto    | 3   | 3 | 1 | 0 | 2 | 9  | 16 | -7   |  | CP Grosseto    |  |     |     | 4-3 |
| 4    | RHC Diessbach  | 0   | 3 | 0 | 0 | 3 | 7  | 14 | -7   |  | RHC Diessbach  |  |     |     |     |

#### Groupe B
| Rang | Équipe        | Pts | J | G | N | P | Bp | Bc | Diff |  | Résultats     |  |     |     |     |
| ---- | ------------- | --- | - | - | - | - | -- | -- | ---- |  | ------------- |  | --- | --- | --- |
| 1    | Reus Deportiu | 7   | 3 | 2 | 1 | 0 | 11 | 8  | +3   |  | Reus Deportiu |  | 2-2 | 3-2 | 6-4 |
| 2    | OC Barcelos   | 5   | 3 | 1 | 2 | 0 | 7  | 6  | +1   |  | OC Barcelos   |  |     | 3-3 | 2-1 |
| 3    | HC Braga      | 4   | 3 | 1 | 1 | 1 | 6  | 6  | 0    |  | HC Braga      |  |     |     | 1-0 |
| 4    | HC Valdagno   | 0   | 3 | 0 | 0 | 3 | 5  | 9  | -4   |  | HC Valdagno   |  |     |     |     |

#### Groupe C
| Rang | Équipe             | Pts | J | G | N | P | Bp | Bc | Diff |  | Résultats          |  |     |     |     |
| ---- | ------------------ | --- | - | - | - | - | -- | -- | ---- |  | ------------------ |  | --- | --- | --- |
| 1    | CE Noia            | 7   | 3 | 2 | 1 | 0 | 11 | 7  | +4   |  | CE Noia            |  | 3-1 | 5-3 | 3-3 |
| 2    | HC Forte dei Marmi | 6   | 3 | 2 | 0 | 1 | 7  | 4  | +3   |  | HC Forte dei Marmi |  |     | 4-0 | 2-1 |
| 3    | Follonica Hockey   | 3   | 3 | 1 | 0 | 2 | 8  | 13 | -5   |  | Follonica Hockey   |  |     |     | 5-4 |
| 4    | CH Caldes          | 1   | 3 | 0 | 1 | 2 | 8  | 10 | -2   |  | CH Caldes          |  |     |     |     |

#### Groupe D
| Rang | Équipe              | Pts | J | G | N | P | Bp | Bc | Diff |  | Résultats           |  |     |     |     |
| ---- | ------------------- | --- | - | - | - | - | -- | -- | ---- |  | ------------------- |  | --- | --- | --- |
| 1    | AD Valongo          | 9   | 3 | 3 | 0 | 0 | 17 | 6  | +11  |  | AD Valongo          |  | 2-1 | 6-2 | 9-3 |
| 2    | Amatori Lodi        | 4   | 3 | 1 | 1 | 1 | 8  | 7  | +1   |  | Amatori Lodi        |  |     | 3-3 | 4-2 |
| 3    | LV La Roche-sur-Yon | 4   | 3 | 1 | 1 | 1 | 10 | 11 | -1   |  | LV La Roche-sur-Yon |  |     |     | 5-2 |
| 4    | SKG Herringen       | 0   | 3 | 0 | 0 | 3 | 7  | 18 | -11  |  | SKG Herringen       |  |     |     |     |

## Phase de groupes
Les deux premiers de chaque groupe se qualifient pour la phase finale. Les rencontres ont lieu du 26 janvier 2023 au 13 avril 2023.

### Groupe A
| Rang | Équipe         | Pts | J | G | N | P | Bp | Bc | Diff |  | Résultats (▼ dom., ► ext.) |     |     |     |     |
| ---- | -------------- | --- | - | - | - | - | -- | -- | ---- |  | -------------------------- | --- | --- | --- | --- |
| 1    | SL Benfica     | 12  | 6 | 3 | 3 | 0 | 21 | 14 | +7   |  | SL Benfica                 |     | 4-2 | 2-2 | 5-3 |
| 2    | UD Oliveirense | 10  | 6 | 3 | 1 | 2 | 17 | 13 | +4   |  | UD Oliveirense             | 2-5 |     | 5-1 | 4-0 |
| 3    | HC Liceo       | 6   | 6 | 1 | 3 | 2 | 16 | 20 | -4   |  | HC Liceo                   | 3-3 | 2-3 |     | 4-4 |
| 4    | CP Calafell    | 3   | 6 | 0 | 3 | 3 | 13 | 20 | -7   |  | CP Calafell                | 2-2 | 1-1 | 3-4 |     |

### Groupe B
| Rang | Équipe         | Pts | J | G | N | P | Bp | Bc | Diff |  | Résultats (▼ dom., ► ext.) |     |     |     |     |
| ---- | -------------- | --- | - | - | - | - | -- | -- | ---- |  | -------------------------- | --- | --- | --- | --- |
| 1    | GSH Trissino   | 14  | 6 | 4 | 2 | 0 | 33 | 19 | +14  |  | GSH Trissino               |     | 6-2 | 9-5 | 7-3 |
| 2    | FC Porto       | 11  | 6 | 3 | 2 | 1 | 22 | 13 | +9   |  | FC Porto                   | 3-3 |     | 5-1 | 5-0 |
| 3    | CE Noia        | 8   | 6 | 2 | 2 | 2 | 18 | 23 | -5   |  | CE Noia                    | 4-4 | 0-0 |     | 4-2 |
| 4    | Hockey Sarzana | 0   | 6 | 0 | 0 | 6 | 13 | 31 | -18  |  | Hockey Sarzana             | 2-4 | 3-7 | 3-4 |     |

### Groupe C
| Rang | Équipe             | Pts | J | G | N | P | Bp | Bc | Diff |  | Résultats (▼ dom., ► ext.) |     |     |     |     |
| ---- | ------------------ | --- | - | - | - | - | -- | -- | ---- |  | -------------------------- | --- | --- | --- | --- |
| 1    | FC Barcelone       | 13  | 6 | 4 | 1 | 1 | 26 | 15 | +11  |  | FC Barcelone               |     | 3-4 | 6-2 | 5-0 |
| 2    | AD Valongo         | 11  | 6 | 3 | 2 | 1 | 19 | 16 | +3   |  | AD Valongo                 | 3-5 |     | 4-4 | 2-1 |
| 3    | HC Forte dei Marmi | 9   | 6 | 2 | 3 | 1 | 19 | 21 | -2   |  | HC Forte dei Marmi         | 4-4 | 3-3 |     | 3-2 |
| 4    | Amatori Lodi       | 0   | 6 | 0 | 0 | 6 | 7  | 19 | -12  |  | Amatori Lodi               | 2-3 | 0-3 | 2-3 |     |

### Groupe D
| Rang | Équipe          | Pts | J | G | N | P | Bp | Bc | Diff |  | Résultats (▼ dom., ► ext.) |     |     |     |     |
| ---- | --------------- | --- | - | - | - | - | -- | -- | ---- |  | -------------------------- | --- | --- | --- | --- |
| 1    | Sporting CP     | 11  | 6 | 3 | 2 | 1 | 25 | 16 | +9   |  | Sporting CP                |     | 3-1 | 5-7 | 6-1 |
| 2    | OC Barcelos     | 10  | 6 | 3 | 1 | 2 | 18 | 15 | +3   |  | OC Barcelos                | 2-2 |     | 3-1 | 4-5 |
| 3    | Reus Deportiu   | 10  | 6 | 3 | 1 | 2 | 22 | 20 | +2   |  | Reus Deportiu              | 2-2 | 1-4 |     | 4-2 |
| 4    | SCRA Saint-Omer | 3   | 6 | 1 | 0 | 5 | 18 | 32 | -14  |  | SCRA Saint-Omer            | 3-7 | 3-4 | 4-7 |     |

## Phase finale
La Phase finale se déroule au Pavilhão Municipal José Natário de Viana do Castelo au Portugal. Les rencontres ont lieu du 4 mai 2023 au 7 mai 2023.
|  | Quarts de finale | Quarts de finale | Quarts de finale | Quarts de finale |                |                | Demi-finales | Demi-finales | Demi-finales | Demi-finales |  |  | Finale     | Finale     | Finale     | Finale     |
|  |                  |                  |                  |                  |                |                |              |              |              |              |  |  |            |            |            |            |
|  | 4 mai 2023       | 4 mai 2023       | 4 mai 2023       | 4 mai 2023       |                |                | 6 mai 2023   | 6 mai 2023   | 6 mai 2023   | 6 mai 2023   |  |  | 7 mai 2023 | 7 mai 2023 | 7 mai 2023 | 7 mai 2023 |
|  | 4 mai 2023       | 4 mai 2023       | 4 mai 2023       | 4 mai 2023       |                |                | 6 mai 2023   | 6 mai 2023   | 6 mai 2023   | 6 mai 2023   |  |  | 7 mai 2023 | 7 mai 2023 | 7 mai 2023 | 7 mai 2023 |
|  | 1er A            | SL Benfica       | 2                | 2                |                |                | 6 mai 2023   | 6 mai 2023   | 6 mai 2023   | 6 mai 2023   |  |  | 7 mai 2023 | 7 mai 2023 | 7 mai 2023 | 7 mai 2023 |
|  | 1er A            | SL Benfica       | 2                | 2                |                |                | 6 mai 2023   | 6 mai 2023   | 6 mai 2023   | 6 mai 2023   |  |  | 7 mai 2023 | 7 mai 2023 | 7 mai 2023 | 7 mai 2023 |
|  | 2e B             | FC Porto         | 4                | 4                |                |                | 6 mai 2023   | 6 mai 2023   | 6 mai 2023   | 6 mai 2023   |  |  | 7 mai 2023 | 7 mai 2023 | 7 mai 2023 | 7 mai 2023 |
|  | 2e B             | FC Porto         | 4                | 4                | FC Porto       | FC Porto       | 4            | 4            |              |              |  |  | 7 mai 2023 | 7 mai 2023 | 7 mai 2023 | 7 mai 2023 |
|  | 4 mai 2023       |                  |                  |                  | FC Porto       | FC Porto       | 4            | 4            |              |              |  |  | 7 mai 2023 | 7 mai 2023 | 7 mai 2023 | 7 mai 2023 |
|  |                  |                  | FC Barcelone     | FC Barcelone     | 3              | 3              |              |              |              |              |  |  | 7 mai 2023 | 7 mai 2023 | 7 mai 2023 | 7 mai 2023 |
|  | 1er C            | FC Barcelone     | FC Barcelone     | FC Barcelone     | 3              | 3              | 5 ap         | 5 ap         |              |              |  |  | 7 mai 2023 | 7 mai 2023 | 7 mai 2023 | 7 mai 2023 |
|  | 1er C            | FC Barcelone     | 6 mai 2023       |                  |                |                | 5 ap         | 5 ap         |              |              |  |  | 7 mai 2023 | 7 mai 2023 | 7 mai 2023 | 7 mai 2023 |
|  | 2e D             | OC Barcelos      | 3                | 3                |                |                |              |              |              |              |  |  | 7 mai 2023 | 7 mai 2023 | 7 mai 2023 | 7 mai 2023 |
|  | 2e D             | OC Barcelos      | 3                | 3                | FC Porto       | FC Porto       | 5            | 5            |              |              |  |  |            |            |            |            |
|  | 5 mai 2023       |                  |                  |                  | FC Porto       | FC Porto       | 5            | 5            |              |              |  |  |            |            |            |            |
|  |                  |                  | AD Valongo       | AD Valongo       | 1              | 1              |              |              |              |              |  |  |            |            |            |            |
|  | 1er B            | GSH Trissino     | AD Valongo       | AD Valongo       | 1              | 1              | 5ap(1)       | 5ap(1)       |              |              |  |  |            |            |            |            |
|  | 1er B            | GSH Trissino     |                  |                  |                |                |              |              |              |              |  |  |            |            |            |            |
|  | 2e A             | UD Oliveirense   | 5tab(3)          | 5tab(3)          |                |                |              |              |              |              |  |  |            |            |            |            |
|  | 2e A             | UD Oliveirense   | 5tab(3)          | 5tab(3)          | UD Oliveirense | UD Oliveirense | 4            | 4            |              |              |  |  |            |            |            |            |
|  | 5 mai 2023       |                  |                  |                  | UD Oliveirense | UD Oliveirense | 4            | 4            |              |              |  |  |            |            |            |            |
|  |                  |                  | AD Valongo       | AD Valongo       | 6              | 6              |              |              |              |              |  |  |            |            |            |            |
|  | 1er D            | Sporting CP      | AD Valongo       | AD Valongo       | 6              | 6              | 2            | 2            |              |              |  |  |            |            |            |            |
|  | 1er D            | Sporting CP      |                  |                  |                |                |              | 2            |              |              |  |  |            |            |            |            |
|  | 2e C             | AD Valongo       | 3                | 3                |                |                |              |              |              |              |  |  |            |            |            |            |
|  | 2e C             | AD Valongo       | 3                | 3                |                |                |              |              |              |              |  |  |            |            |            |            |
|  |                  |                  |                  |                  |                |                |              |              |              |              |  |  |            |            |            |            |

### Quarts de finale
| 4 mai 2023 | SL Benfica               | 2 - 4 | FC Porto                                          | Pavilhão Municipal José Natário, Viana do Castelo |  |
|            | Pablo Alvarez · Nil Roca |       | Gonçalo Alves · Carlo Di Benedetto · Rafael Costa |                                                   |  |

| 4 mai 2023 | FC Barcelone                                 | 5 - 3 ap | OC Barcelos                                                             | Pavilhão Municipal José Natário, Viana do Castelo |  |
|            | Pau Bargalló · João Rodrigues · Hélder Nunes |          | Álvaro Morais "Alvarinho" · Miguel Vieira "Vieirinha" · Danilo Rampulla |                                                   |  |

| 5 mai 2023                                                  | GSH Trissino                                                        | 5 - 5 ap                                                                          | UD Oliveirense                                                                   | Pavilhão Municipal José Natário, Viana do Castelo |  |
|                                                             | João Pinto "Mustang" · Giulio Cocco · Joan Galbas · Andrea Malagoli |                                                                                   | Alexandre Marques "Xanoca" · Marc Torra · Xavier "Xavi" Cardoso · Lucas Martínez |                                                   |  |
|                                                             | -                                                                   |                                                                                   |                                                                                  |                                                   |  |
| Giulio Cocco · Andrea Malagoli · Joan Galbas · Jordi Méndez | Tirs au but 1 - 3                                                   | Xavier "Xavi" Cardoso · Tomás Pereira · Marc Torra · Lucas Martínez · Nuno Araújo |                                                                                  |                                                   |  |

| 5 mai 2023 | Sporting CP    | 2 - 3 | AD Valongo                     | Pavilhão Municipal José Natário, Viana do Castelo |  |
|            | Gonzalo Romero |       | Rafael Bessa · Facundo Navarro |                                                   |  |

### Demi-finale
| 6 mai 2023 | FC Porto                                                             | 4 - 3 | FC Barcelone                | Pavilhão Municipal José Natário, Viana do Castelo |  |
|            | Rafael Costa · Gonçalo Alves · Xavier "Xavi" Barroso · Ezequiel Mena |       | Pau Bargalló · Hélder Nunes |                                                   |  |

| 6 mai 2023 | UD Oliveirense                                         | 4 - 6 | AD Valongo                                 | Pavilhão Municipal José Natário, Viana do Castelo |  |
|            | Tomás Pereira · Lucas Martínez · Xavier "Xavi" Cardoso |       | Facundo Bridge · Nuno Santos · Diogo Abreu |                                                   |  |

### Finale
| 7 mai 2023 | FC Porto                                                                  | 5 - 1 | AD Valongo   | Pavilhão Municipal José Natário, Viana do Castelo |  |
|            | Rafael Costa · Carlo Di Benedetto · Gonçalo Alves · Xavier "Xavi" Barroso |       | Miguel Moura |                                                   |  |